# Stethusa spuriella
Stethusa spuriella är en skalbaggsart som först beskrevs av Thomas Casey 1910.  Stethusa spuriella ingår i släktet Stethusa och familjen kortvingar. Inga underarter finns listade i Catalogue of Life.